# بطولة أوروبا لكرة الماء 2006
بطولة أوروبا لكرة الماء 2006 كان الموسم الـ 27 من بطولة أوروبا لكرة الماء، وجرت المنافسات في بلغراد صربيا، ونظمت من قبل الاتحاد الأوروبي للسباحة.

## النتائج
| م       | المنتخب         |
| ------- | --------------- |
| ذهبية   | صربيا           |
| فضية    | المجر           |
| برونزية | إسبانيا         |
| 4       | رومانيا         |
| 5       | إيطاليا         |
| 6       | اليونان         |
| 7       | كرواتيا         |
| 8       | ألمانيا الغربية |
| 9       | روسيا           |
| 10      | هولندا          |